# Арктически северен елен
Арктическите северни елни (Rangifer tarandus eogroenlandicus) са подвид бозайници от семейство Еленови (Cervidae).
Таксонът е описан за пръв път от датския зоолог Магнус Дегербьол през 1957 година.